# 276 г. пр.н.е.
276 (двеста седемдесет и шеста) година преди новата ера (пр.н.е.) е година от доюлианския (Помпилийски) римски календар.

## Събития

### В Римската република
- Консули са Квинт Фабий Максим Гург (за II път) и Гай Генуций Клепсина.
- Цар Пир се връща в Италия, но претърпяват поражение от картагенците по море при прекосяването на Месинския пролив.[1][2]

### В Гърция
- Егиум се присъединява към Ахейския съюз.[notes 1][3]
- Арат от Соли живее в царския двор на Антигон II Гонат.[notes 2][3]

## Родени
- Ератостен, древногръцки математик, географ и астроном (умрял 194 г. пр.н.е.)

## Починали
Бележки:
1. ↑  276/5 или 275/4 г. пр.н.е.
2. ↑  276/5 г. пр.н.е.